# Fabrizio Dionigi Ruffo
Fabrizio Dionigi Ruffo (ur. 16 września 1744 w San Lucido, zm. 13 grudnia 1827 w Neapolu) – włoski kardynał.

## Życiorys
Urodził się 16 września 1744 roku w San Lucido, jako syn Litteria Ruffo e Ruffo i jego drugiej żony Giustiniany Colonny. Studiował w Collegio Clementino, a następnie na La Sapienzy, gdzie uzyskał doktorat utroque iure. Po studiach został prałatem Jego Świątobliwości, referendarzem Najwyższego Trybunału Sygnatury Apostolskiej, skarbnikiem generalnym Kamery Apostolskiej i prefektem Zamku Świętego Anioła.
26 września 1791 roku został kreowany kardynałem in pectore. Jego nominacja na kardynała diakona została ogłoszona na konsystorzu 21 lutego 1794 roku, a następnie nadano mu diakonię Sant'Angelo in Pescheria. Wkrótce potem opuścił Rzym, by wstąpić na neapolski dwór Ferdynanda IV i objąć administrację nad sferą Caserty. W 1799 roku towarzyszył królowi podczas wygnania w Palermo, a gdy proklamowano Republikę Partenopejską, został jej wikariuszem generalnym. Zainicjował powstanie antyfrancuskiego ruchu Sanfedismo, przeciwko armii dowodzonej przez generała Jeana Championneta, a także wzniecił powstania w Apulii i Kalabrii. W 1799 roku udało mu się odbić Neapol, a następnie udał się do Wenecji na konklawe. Po przywróceniu władzy papieskiej, zrezygnował z funkcji w Królestwie Neapolu i poparł rządy Józefa Bonapartego.
Po kolejnym najeździe wojsk napoleońskich, uciekł z Rzymu i przyłączył się do Ferdynanda IV, zostając jego ambasadorem przed cesarzem francuskim. Uczestniczył w ślubie Napoleona z Marią Ludwiką Austriaczką, dzięki czemu, jako jeden z 11 kardynałów, miał prawo nosić czerwony ornat. Wraz z Aurelio Roverellą i Giuseppe Dorią został członkiem komisji kardynalskiej, która miała opracować brewe apostolskie, promulgujące dekrety soboru paryskiego. W 1811 roku namawiał Piusa VII, który przebywał w niewoli w Savonie do zaaprobowania dekretów. Za swoje zasługi został odznaczony krzyżem Legii Honorowej. Trzy lata później powrócił do Rzymu, gdzie został chłodno przyjęty przez Kurię Rzymską.
W latach 1819–1820 był kamerlingiem Kolegium Kardynałów. W 1821 roku został prefektem Kongregacji ds. Wód i protodiakonem i pełnił te funkcje do śmierci, która nastąpiła 13 grudnia 1827 roku w Neapolu.